# Oberstraße (Trier)
Die Oberstraße ist eine Straße in Trier im Stadtteil Ehrang-Quint. Sie verläuft als Verlängerung der Niederstraße von der Kreuzung Kyllstraße bis ans westliche Ortsende des Stadtteils und mündet dort in die B422. 
Die Straße ist nach dem ehemaligen Obertor der Stadt Ehrang benannt, zu dem sie führte. Das Obertor wurde 1845 abgebrochen.
In der Straße befinden sich sieben Kulturdenkmäler, darunter die katholische Pfarrkirche St. Peter. Die meisten Gebäude an der Straße sind Bürgerhäuser aus dem 18. und 19. Jahrhundert. Ein weiteres abgebrochenes Bürgerhaus befand sich in der Oberstraße 9.